# Buckow (Calau)
Buckow, niedersorbisch Bukow, ist ein Ortsteil der Stadt Calau im Landkreis Oberspreewald-Lausitz in Brandenburg. Bis zur Eingliederung nach Calau am 31. Dezember 2001 war Buckow eine eigenständige Gemeinde.

## Lage
Buckow liegt in der Niederlausitz im Naturpark Niederlausitzer Landrücken. Umliegende Ortschaften sind Mlode im Nordosten, Calau im Osten, Säritz im Südosten, Kemmen und Schadewitz im Süden, Erpitz und Groß Jehser im Westen sowie Bathow im Nordwesten. Seit 2016 gehört Buckow zum amtlichen Siedlungsgebiet der Sorben/Wenden in Brandenburg. Nördlich des Ortes liegt die rekultivierte Fläche des ehemaligen Braunkohletagebaus Seese-West. Zum Ortsteil Buckow gehört der Wohnplatz Altemühle.
Die Landesstraße 52 zwischen Luckau und Calau verläuft durch den Ort. Die Bundesautobahn 13 mit der Anschlussstelle Calau liegt rund vier Kilometer nordwestlich von Buckow.

## Geschichte
Das Dorf wurde erstmals mit dem Namen „Buckaw“ in einer am 29. November 1408 ausgestellten Urkunde des Schlosses Lübbenau erwähnt, andere Quellen geben das Jahr 1370 als Ersterwähnung an. Die Kirche in Buckow wurde bereits im 14. Jahrhundert gebaut. Der Ortsname leitet sich vom sorbischen Wort buk für Buche ab.

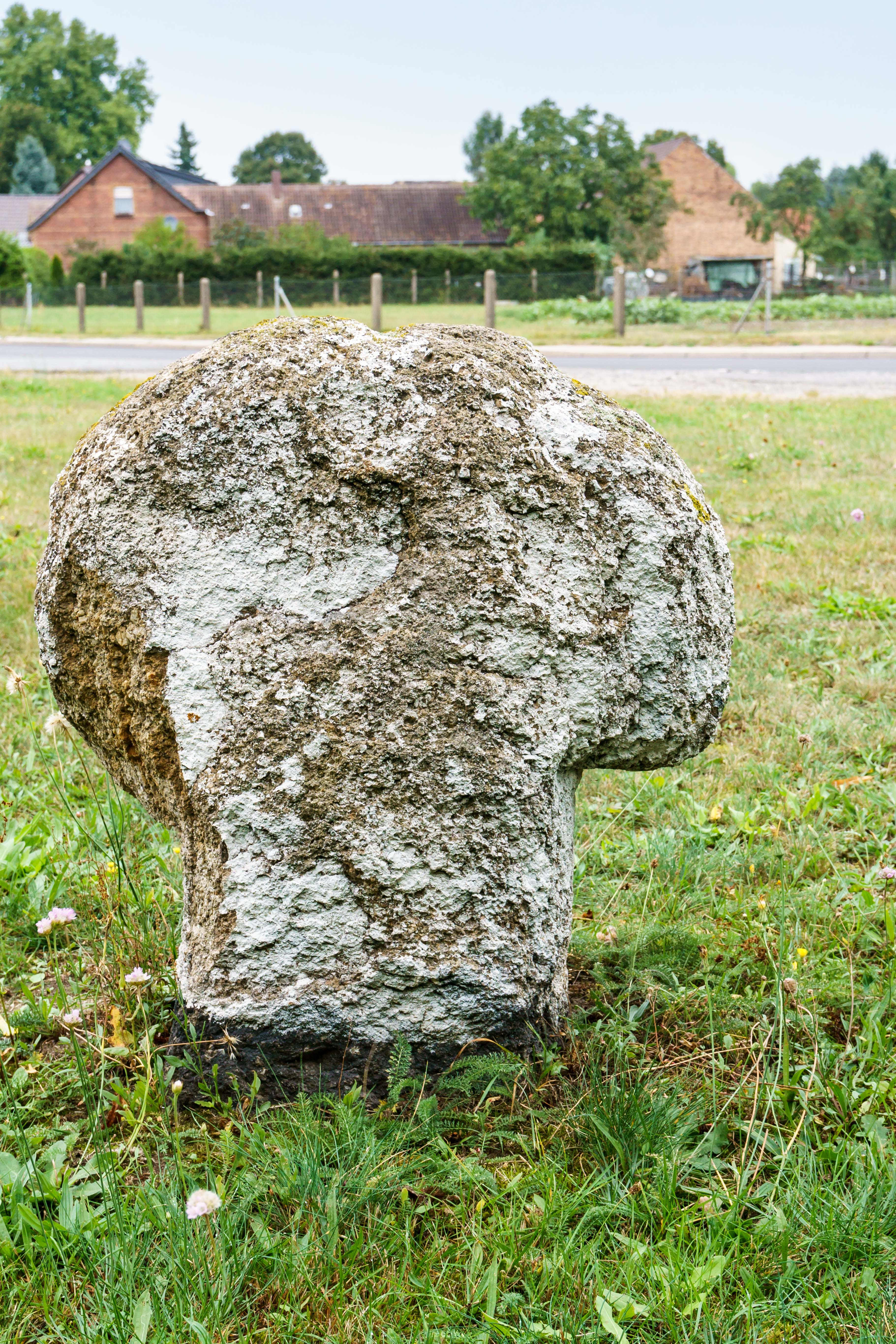
Sühnekreuz aus der Zeit des Dreißigjährigen Krieges in Buckow

Ab dem Prager Frieden von 1635 gehörte Buckow zum Kurfürstentum Sachsen. Nach einer Vielzahl von Besitzerwechseln in den Anfangsjahren kam Buckow im Jahr 1702 in den Besitz der Adelsfamilie zu Lynar und gehörte fortan unmittelbar zur Standesherrschaft Lübbenau. Die Dorfkirche war seit jeher eine Filialkirche von Groß Jehser. Der Ort war landwirtschaftlich geprägt, im Jahr 1708 lebten drei Bauern und dreizehn Kossäten in Buckow. Das Kurfürstentum Sachsen wurde 1806 zum Königreich Sachsen erhoben. Nach der auf dem Wiener Kongress beschlossenen Teilung Sachsens kam Buckow zum Königreich Preußen. Bei der Gebietsreform von 1816 wurde der Ort dem Landkreis Calau in der Provinz Brandenburg zugeordnet. Im Jahr 1818 hatte Buckow 162 Einwohner in 26 Wohnhäusern und es gab eine Windmühle in der Nähe des Ortes. Bis 1846 stieg die Einwohnerzahl auf 200 an.
In der Bevölkerungsstatistik von 1864 ist neben der Windmühle auch eine Schäferei und ein Chausseehaus verzeichnet. Bei der Volkszählung am 1. Dezember 1871 hatte die Landgemeinde Buckow 223 Einwohner in 41 Haushalten, der Gutsbezirk Buckow hatte 28 Einwohner in drei Haushalten. Bis zum Beginn des 20. Jahrhunderts ging die Einwohnerzahl in der Landgemeinde auf 188 zurück, im Gutsbezirk lebten damals wiederum 28 Einwohner. Um die Jahrhundertwende wurde auch die Dorfkirche umgebaut. Im Jahr 1928 erfolgte Vereinigung von Landgemeinde und Gutsbezirk zur Landgemeinde Buckow. Nach dem Ende des Zweiten Weltkrieges lag Buckow in der Sowjetischen Besatzungszone und ab 1949 in der DDR.
Der Landkreis Calau wurde am 1. Juli 1950 in Landkreis Senftenberg umbenannt. Bei der DDR-Gebietsreform am 25. Juli 1952 wurde Buckow dem neu gebildeten Kreis Calau im Bezirk Cottbus zugeordnet. Nach der Wiedervereinigung lag die Gemeinde zunächst im Landkreis Calau in Brandenburg, 1992 schloss sie sich zur Erledigung ihrer Verwaltungsangelegenheiten dem Amt Calau an. Seit 1993 gehört der Ort zum Landkreis Oberspreewald-Lausitz. Am 31. Dezember 2001 wurde Buckow gemeinsam mit Gollmitz, Craupe, Groß Jehser und Zinnitz in die Stadt Calau eingegliedert. Das Amt Calau wurde nach den letzten Eingemeindungen im Oktober 2003 aufgelöst.

## Bevölkerungsentwicklung
| Jahr | Einwohner |
| ---- | --------- |
| 1875 | 246       |
| 1890 | 220       |
| 1910 | 218       |

| Jahr | Einwohner |
| ---- | --------- |
| 1925 | 215       |
| 1933 | 195       |
| 1939 | 187       |

| Jahr | Einwohner |
| ---- | --------- |
| 1946 | 308       |
| 1950 | 279       |
| 1964 | 222       |

| Jahr | Einwohner |
| ---- | --------- |
| 1971 | 207       |
| 1981 | 190       |
| 1985 | 186       |

| Jahr | Einwohner |
| ---- | --------- |
| 1989 | 171       |
| 1995 | 166       |
| 2000 | 194       |

Gebietsstand des jeweiligen Jahres

## Kultur und Sehenswürdigkeiten
- Die Dorfkirche Buckow entstand im 14. Jahrhundert und erhielt vermutlich 1671 den Westturm. Von 1898 bis 1904 wurde sie erheblich umgebaut. Dabei erhielt sich auch eine neogotische Kirchenausstattung.
- Ein Sühnekreuz aus dem Dreißigjährigen Krieg steht an der Ecke Dorfstraße/Säritzer Weg vor dem ehemaligen Gasthaus.